# Гейтон, Ричард
Ричард Гейтон (англ. Richard Highton; род. 24 декабря 1927 — 19 февраля 2025) — американский герпетолог, ведущий эксперт по биологической классификации лесных саламандр.
Получил степень магистра и доктора философии в Университете Флориды. Почётный профессор биологии Мэрилендского университета. После выхода на пенсию передал свою коллекцию из примерно 140 000 образцов саламандр Смитсоновскому институту.
В его честь был назван кишечный паразит саламандр Isospora hightoni.